# Арутюнян Арамаіс Багратович
Арамаіс Багратович Арутюнян (нар. 20 травня 1910, місто Іджеван, тепер Вірменія — 15 грудня 1995, місто Москва) — вірменський радянський діяч, 1-й секретар Ленінаканського міськкому КП(б) Вірменії. Депутат Верховної Ради СРСР 3-го скликання. Доктор історичних наук (1947), професор (1949).

## Життєпис
Народився в селянській родині. Закінчив початкову школу в Іджевані.
З 1929 року — піонервожатий, перебував на відповідальній комсомольській роботі. З 1930 року — головний редактор газети ЦК ЛКСМ Вірменії «Піонер канч» і одночасно заступник голови Центрального піонерського бюро ЦК ЛКСМ Вірменії.
Член ВКП(б) з 1931 року.
З 1933 по 1938 рік навчався в Єреванському державному університеті, де здобув спеціальність історіографа.
У 1939—1940 роках — завідувач відділу пропаганди і агітації Єреванського міського комітету КП(б) Вірменії. У 1940 році захистив кандидатську дисертацію і здобув ступінь кандидата історичних наук.
У 1940—1942 роках — 3-й секретар Єреванського міського комітету КП(б) Вірменії.
У 1943—1947 роках — 1-й секретар Кіровського районного комітету КП(б) Вірменії міста Єревана.
У 1947 році захистив докторську дисертацію та здобув ступінь доктора історичних наук і, з 1949 року, звання професора.
У 1947 році — заступник завідувача відділу пропаганди і агітації ЦК КП(б) Вірменії.
У 1947 — лютому 1952 року — 1-й секретар Ленінаканського міського комітету КП(б) Вірменії.
У лютому 1952 — грудні 1953 року — 1-й секретар Єреванського міського комітету КП Вірменії.
У 1959—1963 роках — директор Інституту історії АН Вірменської РСР.
У 1963—1967 роках — директор Єреванського заочного педагогічного інституту. Одночасно викладав у Єреванському державному університеті.
У 1968—1975 роках — завідувач відділу Інституту історії партії ЦК КП Вірменії. 
У 1975—1995 роках — завідувач кафедри історії Московського геологорозвідувального інституту імені Орджонікідзе.

## Нагороди
- орден Леніна
- медалі